# Robert Catesby Taliaferro
Robert Catesby Taliaferro (* 1907; † 1989) war ein US-amerikanischer Wissenschaftshistoriker, Altphilologe und Philosoph.
Er benutzte den Vornamen Robert nicht und wird R. Catesby Taliaferro oder R. C. Taliaferro zitiert.
Er übersetzte aus dem Griechischen und Lateinischen ins Englische: die Kegelschnitte von Apollonios von Perge, den Almagest von Claudius Ptolemäus, Werke von Platon (Timaios, Kritias) und Augustinus (Über Musik).
Er wurde 1936 an der University of Virginia in Charlottesville promoviert (The Aristotelean theory of movement, with a translation from the Greek of the treatises On place and On the varuum of John Philoponus of Alexandria), war Lehrer am St. John’s College in Annapolis (Maryland) und ab 1948 Master an der Portsmouth Priory School in Portsmouth (Rhode Island). 1956 wurde er Associate Professor an der University of Notre Dame, nachdem er dort schon Visiting Associate Professor war.

## Schriften
- The concept of matter in Descartes and Leibniz, University of Notre Dame Press, 1964
- Number systems, introduction to Euclid book V, and to the theory of limits, 1946, überarbeitet 1947